# Курилко Михайло Іванович
Миха́йло Іва́нович Кури́лко (28 травня (10 червня) 1880, Кам'янець-Подільський — 11 березня 1969, Малаховка Московської області, Росія) — український театральний художник і архітектор. Заслужений діяч мистецтв РРФСР (1955). Професор (1940).

## Біографічні дані
Народився в сім'ї вчителя гімназії. Племінник народовольця Михайла Шебаліна, в'язня Шліссельбурзької фортеці.
Навчався у Кам'янець-Подільській гімназії (виключено з восьмого класу за розповсюдження нелегальної літератури). Малювання в нього викладав Дмитро Жудін.
1913 року закінчив факультет графіки Вищого художнього училища при Академії мистецтв у Санкт-Петербурзі, 1915 року — Археологічний інститут (відділ російських старожитностей). Навчався в майстерні професора Іллі Рєпіна та в графіка Василя Мате. Брав участь у революційній діяльності.
У 1915—1924 роках — викладач 2-го політехнічного інституту в Петрограді.
У 1924—1928 роках — головний художник Великого театру СРСР. 14 червня 1927 року за його лібрето та при його художньому оформленні поставлено перший радянський балет «Червоний мак» (композитор Рейнгольд Глієр), за створення якого 1950 року Курилко отримав Сталінську премію. Оформив також балет «Есмеральда» (1926, за романом «Собор Паризької богоматері» Віктора Гюго на музику італійського композитора Цезаря Пуні).
Брав участь у створенні проекту Новосибірського театру.

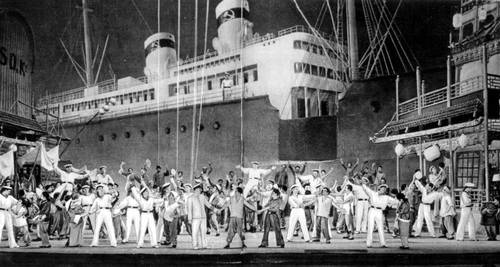
Сцена з балету «Червоний мак». Москва, 1927. Художнє оформлення Михайла Курилка

Очолював кафедру малюнка в Московському архітектурному інституті. У 1949—1960 роках керував театрально-декораційною майстернею Художнього інституту імені Сурикова.
Серед учнів — художники театру Валерій Якович Левенталь, Енар Георгійович Стенберг.
Син Михайло Курилко-Рюмін (народився 8 лютого 1923 року в Петрограді) — художник театру.

## Публікації Курилка
- Курилко М. И. Секреты фрески: Проблемы мастерства // Искусство. — 1962. — № 9. — С. 46—52.